# Ахтарово шапиче
Ахтаровото шапиче (Alchemilla achtarowii) е вид растение, принадлежащо към семейство Розови. Включено е в списъка на лечебните растения съгласно Закона за лечебните растения.
Видът е ендемичен за България.